# Fornelos (Barcelos)
Fornelos é uma povoação portuguesa sede da Freguesia de Fornelos do Município de Barcelos, freguesia com 4,29 km² de área e 803 habitantes (censo de 2021), tendo, por isso, uma densidade populacional de 187,2 hab./km².

## Demografia
A população registada nos censos foi:
| Distribuição da População por Grupos Etários | Distribuição da População por Grupos Etários | Distribuição da População por Grupos Etários | Distribuição da População por Grupos Etários | Distribuição da População por Grupos Etários |
| -------------------------------------------- | -------------------------------------------- | -------------------------------------------- | -------------------------------------------- | -------------------------------------------- |
| Ano                                          | 0-14 Anos                                    | 15-24 Anos                                   | 25-64 Anos                                   | > 65 Anos                                    |
| 2001                                         | 182                                          | 127                                          | 370                                          | 84                                           |
| 2011                                         | 153                                          | 102                                          | 455                                          | 93                                           |
| 2021                                         | 110                                          | 108                                          | 427                                          | 158                                          |

## Política

### Eleições autárquicas (Junta de Freguesia)
| Data | %       | V       | %       | V       | %     | V  | %     | V   | %       | V       |
| Data | CDS-PP  | CDS-PP  | PPD/PSD | PPD/PSD | PS    | PS | IND   | IND | PSD-CDS | PSD-CDS |
| ---- | ------- | ------- | ------- | ------- | ----- | -- | ----- | --- | ------- | ------- |
| 1976 | 59,76   | 5       | 21,34   | 1       | 16,16 | 1  |       |     |         |         |
| 1979 | 72,94   | 7       | 23,87   | 2       |       |    |       |     |         |         |
| 1982 | 40,16   | 4       | 56,91   | 5       |       |    |       |     |         |         |
| 1985 | 21,52   | 1       | 76,96   | 6       |       |    |       |     |         |         |
| 1989 |         |         | 87,54   | 7       |       |    |       |     |         |         |
| 1993 | 30,83   | 2       | 67,72   | 5       |       |    |       |     |         |         |
| 1997 | 15,55   | 1       | 60,32   | 5       | 22,04 | 1  |       |     |         |         |
| 2001 | 9,11    | -       | 68,22   | 6       | 18,86 | 1  |       |     |         |         |
| 2005 | 8,86    | -       | 68,68   | 6       | 19,01 | 1  |       |     |         |         |
| 2009 | 16,87   | 1       | 61,59   | 5       | 19,31 | 1  |       |     |         |         |
| 2013 | PPD/PSD | PPD/PSD | CDS-PP  | CDS-PP  | 10,89 | -  | 57,86 | 5   | 26,81   | 2       |
| 2017 | PPD/PSD | PPD/PSD | CDS-PP  | CDS-PP  |       |    | 43,72 | 3   | 54,87   | 4       |